# リチャード・アダムス
リチャード・アダムス（Richard George Adams、1920年5月9日 - 2016年12月24日）は、イギリスのファンタジー作家。アダムズの表記もある。
イングランド・バークシャーのニューベリー出身。オックスフォード大学で歴史を専攻し、卒業後は農務省に勤務した。
処女作の『ウォーターシップ・ダウンのうさぎたち』は、本として書き上げるのに2年かかり、13の出版社に断られた後に漸く出版された。イギリスの二大児童文学賞である、カーネギー賞とガーディアン賞を受賞して、大ベストセラーとなった。
2016年12月24日死去。

## 著作リスト

### 長編
- 『ウォーターシップ・ダウンのうさぎたち』Watership Down（1972年）
- 『シャーディック』Shardik（1974年）
- 『疫病犬と呼ばれて』The Plague Dogs（1977年）
- 『ブランコの少女』The Girl in a Swing（1980年）

### 短編集
- 『コルサンの岩山』The Unbroken Web（1980年）
  - 「コルサンの岩山」
  - 「スタン・ボロヴァンと竜」
  - 「名は身をたすける」
  - 「赤いオウム」
  - 「黒い犬」
  - 「麦畑のネズミ」
  - 「海の中のねこ」
  - 「百回」
  - 「いくつまで生きられる」
- 『鉄のオオカミ』The Unbroken Web（1980年）
  - 「鉄のオオカミ」
  - 「カラスよ月の光」
  - 「蛇のおくりもの」
  - 「おしゃべりなキツツキ」
  - 「月に行ったネズミ」
  - 「目の見えない少年と犬」
  - 「タヒチの大ウツボ」
  - 「神さまの絵の具箱」
  - 「コマドリ」
  - 「王子と魔法の馬」

### 絵本
- 『とらくんうみをわたる』The tyger voyage
- 『女王陛下の船乗り猫』The Ship's Cat（1977年）

### 図鑑
- 『四季の自然』
- 『昼と夜の自然』